# Campionat de Luxemburg de ciclisme en ruta
El Campionat de Luxemburgde ciclisme en ruta és una competició ciclista que serveix per a determinar el Campió de Luxemburg de ciclisme. La primera edició es disputà el 1922. El títol s'atorga al vencedor d'una única carrera. El vencedor obté el dret a portar un mallot amb els colors de la bandera luxemburguesa fins al Campionat de l'any següent.
La prova s'organitzà junt als campionats d'Alemanya i Suïssa de 1974 a 1986 i de 1989 a 1991.
Les edicions de 1936, 1955, 1956, 1958, 1963 a 1973, 1987 i 1988 es disputaren sota la modalitat de contrarellotge individual.
Entre 1991 i 1995 no es disputaren.

## Palmarès masculí

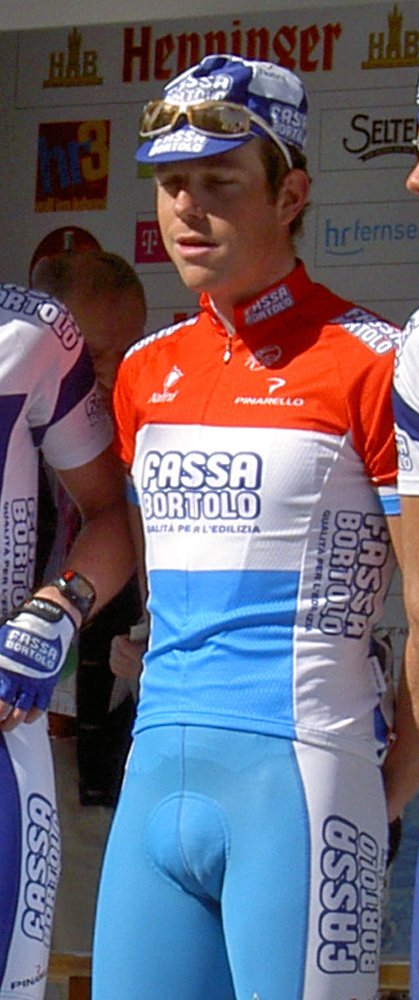
Kim Kirchen amb el mallot de campió el 2004

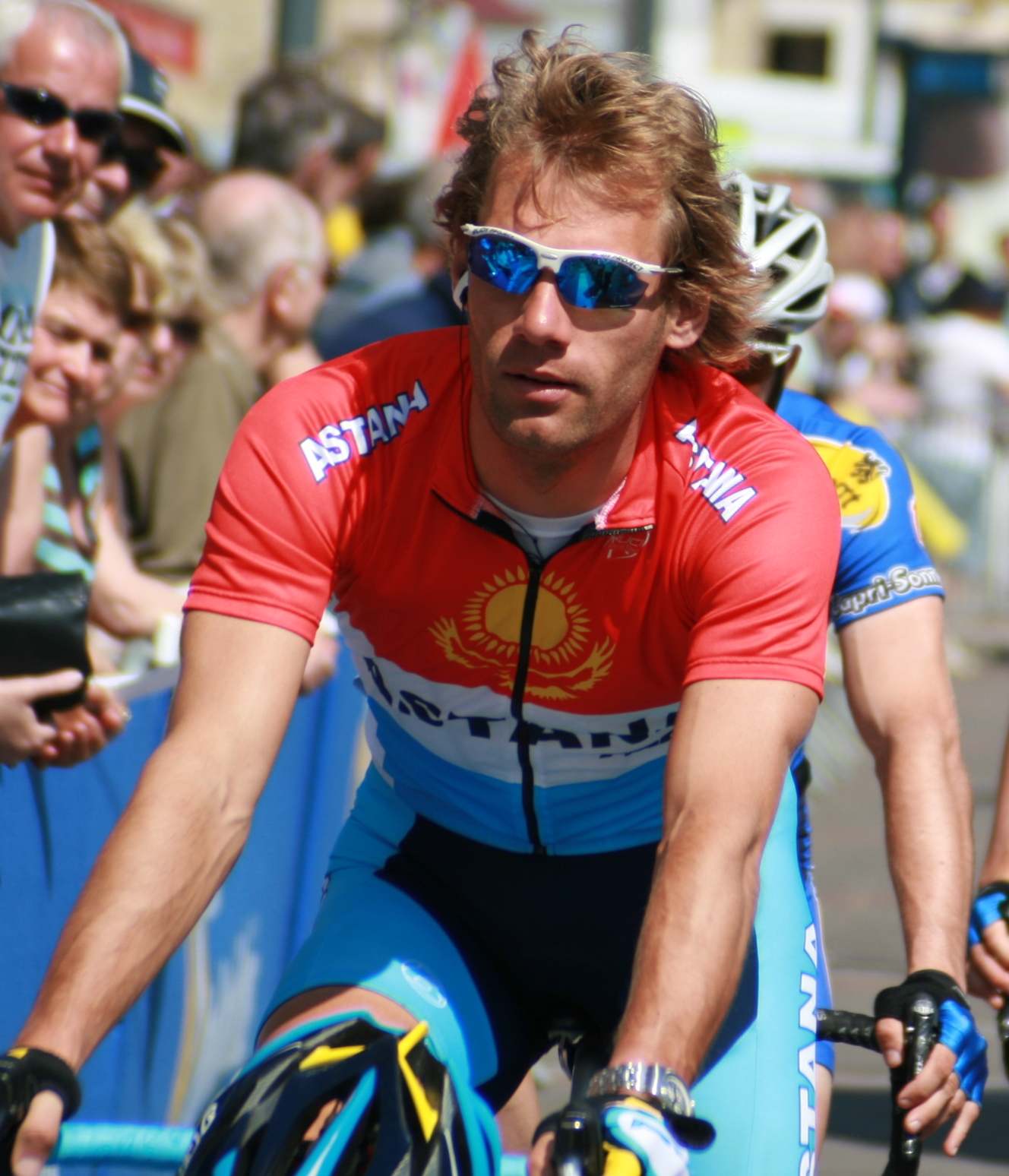
Benoît Joachim, vestit amb el mallot de campió de Luxemburg, als Quatre dies de Dunkerque 2008

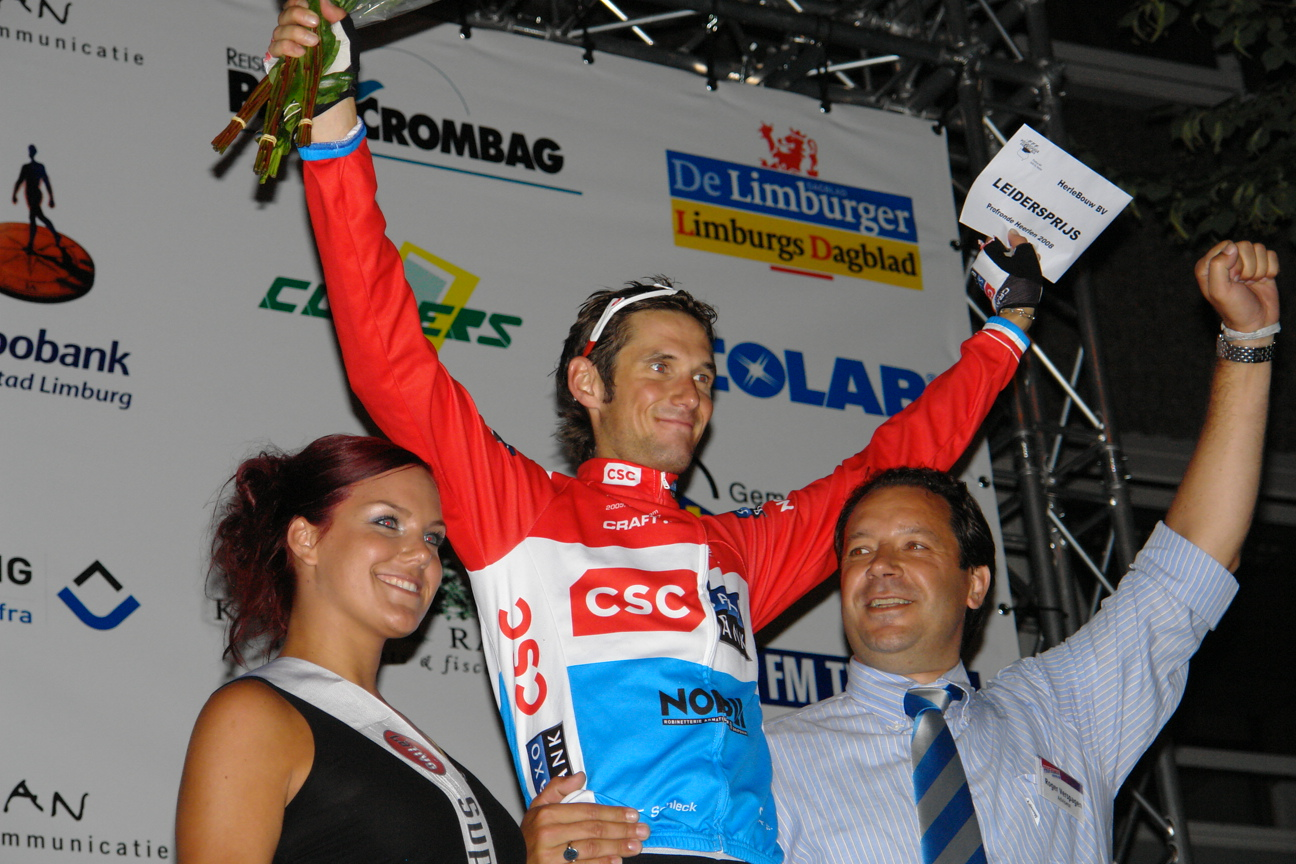
Fränk Schleck

| Any     | Vencedor            | Segon               | Tercer              |
| ------- | ------------------- | ------------------- | ------------------- |
| 1922    | Franz Heck          | -                   | -                   |
| 1923    | Nicolas Frantz      | Charles Krier       | -                   |
| 1924    | Nicolas Frantz      | -                   | -                   |
| 1925    | Nicolas Frantz      | -                   | -                   |
| 1926    | Nicolas Frantz      | -                   | -                   |
| 1927    | Nicolas Frantz      | Nicolas Engel       | Victor Kirchen      |
| 1928    | Nicolas Frantz      | Victor Kirchen      | -                   |
| 1929    | Nicolas Frantz      | Victor Kirchen      | -                   |
| 1930    | Nicolas Frantz      | -                   | -                   |
| 1931    | Nicolas Frantz      | Jean-Pierre Muller  | -                   |
| 1932    | Nicolas Frantz      | -                   | -                   |
| 1933    | Nicolas Frantz      | -                   | -                   |
| 1934    | Nicolas Frantz      | -                   | -                   |
| 1935    | Arsène Mersch       | -                   | -                   |
| 1936    | Emil Beving         | -                   | -                   |
| 1937    | Pierre Clemens      | Jean Majerus        | -                   |
| 1938    | Mathias Clemens     | Paul Frantz         | Jean Majerus        |
| 1939    | Arsène Mersch       | Aloyse Klensch      | -                   |
| 1940    | Lucien Bidinger     | -                   | -                   |
| 1945    | Joseph Bintner      | Mathias Clemens     | Jean Kirchen        |
| 1946    | Jean Kirchen        | Joseph Bintner      | -                   |
| 1947    | Jean Goldschmit     | Jean Kirchen        | Mathias Clemens     |
| 1948    | Mathias Clemens     | Jean Kirchen        | Lucien Gillen       |
| 1949    | Willy Kemp          | Jean Diederich      | Jean Kirchen        |
| 1950    | Jean Goldschmit     | Jean Diederich      | Marcel Ernzer       |
| 1951    | Jean Kirchen        | Willy Kemp          | Jean Diederich      |
| 1952    | Johny Goedert       | Willy Kemp          | Marcel Ernzer       |
| 1953    | Marcel Ernzer       | Jean Diederich      | Charly Gaul         |
| 1954    | Marcel Ernzer       | Charly Gaul         | Jean-Pierre Schmitz |
| 1955    | Marcel Ernzer       | Willy Kemp          | Frans Gehlhausen    |
| 1956    | Charly Gaul         | Marcel Ernzer       | Jean-Pierre Schmitz |
| 1957    | Charly Gaul         | Marcel Ernzer       | Willy Kemp          |
| 1958    | Jean-Pierre Schmitz | Charly Gaul         | Marcel Ernzer       |
| 1959    | Charly Gaul         | Jean-Pierre Schmitz | Marcel Ernzer       |
| 1960    | Charly Gaul         | Jean-Pierre Schmitz | Aldo Bolzan         |
| 1961    | Charly Gaul         | Marcel Ernzer       | Aldo Bolzan         |
| 1962    | Charly Gaul         | Roger Thull         | Bruno Martinato     |
| 1963    | Roger Thull         | Lucien Gillen       | -                   |
| 1964    | Roger Thull         | -                   | -                   |
| 1965    | Johnny Schleck      | Roger Thull         | -                   |
| 1966    | Edy Schutz          | Johnny Schleck      | -                   |
| 1967    | Edy Schutz          | Johnny Schleck      | -                   |
| 1968    | Edy Schutz          | Johnny Schleck      | Roland Smaniotto    |
| 1969    | Edy Schutz          | Roger Gilson        | -                   |
| 1970    | Edy Schutz          | -                   | -                   |
| 1971    | Edy Schutz          | -                   | -                   |
| 1972    | Roger Gilson        | -                   | -                   |
| 1973    | Johnny Schleck      | Roger Gilson        | -                   |
| 1974    | Roger Gilson        | Erny Kirchen        | Jean Becker         |
| 1975    | Roger Gilson        | Jean Becker         | -                   |
| 1976    | Roger Gilson        | -                   | -                   |
| 1977    | Lucien Didier       | Roger Thull         | Roger Gilson        |
| 1978    | Lucien Didier       | -                   | -                   |
| 1979    | Lucien Didier       | -                   | -                   |
| 1980    | Lucien Didier       | -                   | -                   |
| 1981    | Eugène Urbany       | -                   | -                   |
| 1982    | Eugène Urbany       | -                   | -                   |
| 1983    | Eugène Urbany       | -                   | -                   |
| 1984    | Claude Michely      | -                   | -                   |
| 1985    | Claude Michely      | -                   | -                   |
| 1986    | Enzo Mezzapesa      | -                   | -                   |
| 1987    | Enzo Mezzapesa      | Claude Michely      | -                   |
| 1988    | Enzo Mezzapesa      | Claude Michely      | -                   |
| 1989    | Pascal Triebel      | -                   | -                   |
| 1990    | Pascal Kohlvelter   | -                   | -                   |
| 1991-95 | no disputats        | no disputats        | no disputats        |
| 1996    | Enzo Mezzapesa      | Benny Schaack       | Daniel Bintz        |
| 1997    | Daniel Bintz        | Christian Poos      | Enzo Mezzapesa      |
| 1998    | Tom Flammang        | Vincenzo Centrone   | Pascal Triebel      |
| 1999    | Kim Kirchen         | Benoit Joachim      | Max Becker          |
| 2000    | Benoît Joachim      | Christian Poos      | Frank Schleck       |
| 2001    | Christian Poos      | Benoît Joachim      | Kim Kirchen         |
| 2002    | Christian Poos      | Vincenzo Centrone   | Steve Fogen         |
| 2003    | Benoît Joachim      | Marc Vanacker       | Christian Poos      |
| 2004    | Kim Kirchen         | Frank Schleck       | Benoît Joachim      |
| 2005    | Frank Schleck       | Kim Kirchen         | Andy Schleck        |
| 2006    | Kim Kirchen         | Frank Schleck       | Andy Schleck        |
| 2007    | Benoît Joachim      | Christian Poos      | Frank Schleck       |
| 2008    | Frank Schleck       | Benoît Joachim      | Christian Poos      |
| 2009    | Andy Schleck        | Laurent Didier      | Frank Schleck       |
| 2010    | Fränk Schleck       | Andy Schleck        | Ben Gastauer        |
| 2011    | Fränk Schleck       | Andy Schleck        | Laurent Didier      |
| 2012    | Laurent Didier      | Ben Gastauer        | Fränk Schleck       |
| 2013    | Bob Jungels         | Pit Schlechter      | Jempy Drucker       |
| 2014    | Fränk Schleck       | Ben Gastauer        | Andy Schleck        |
| 2015    | Bob Jungels         | Ben Gastauer        | Pit Schlechter      |
| 2016    | Bob Jungels         | Alex Kirsch         | Fränk Schleck       |
| 2017    | Bob Jungels         | Alex Kirsch         | Ben Gastauer        |
| 2018    | Bob Jungels         | Alex Kirsch         | Tim Diederich       |
| 2019    | Bob Jungels         | Kevin Geniets       | Pit Leyder          |
| 2020    | Kevin Geniets       | Bob Jungels         | Jempy Drucker       |
| 2021    | Kevin Geniets       | Jempy Drucker       | Loïc Bettendorff    |
| 2022    | Colin Heiderscheid  | Noé Ury             | Alexandre Kess      |
| 2023    | Alex Kirsch         | Michael Ries        | Mats Wenzel         |
| 2024    | Kevin Geniets       | Mats Wenzel         | Alexandre Kess      |
| 2025    | Arthur Kluckers     | Luc Wirtgen         | Alexandre Kess      |

### Palmarès sub-23
| Any  | Vencedora         | Segona             | Tercera            |
| ---- | ----------------- | ------------------ | ------------------ |
| 2001 | Fränk Schleck     | -                  | -                  |
| 2002 | Fränk Schleck     | -                  | -                  |
| 2003 | Ronny Kremer      | Patrick Gressnich  | Marc Ernster       |
| 2004 | Andy Schleck      | Benn Würth         | Jacques Dahm       |
| 2005 | Patrick Gressnich | Laurent Didier     | Nick Clesen        |
| 2006 | Ben Gastauer      | Patrick Gressnich  | Joe Kirch          |
| 2007 | Ben Gastauer      | Kim Michely        | Nico Shinker       |
| 2008 | Cyrille Heymans   | Kim Michely        | Jempy Drucker      |
| 2009 | Ben Gastauer      | Tom Kohn           | Tom Pleger         |
| 2010 | Joël Zangerlé     | Tom Kohn           | Ivo Lux            |
| 2011 | Bob Jungels       | Tom Thill          | Pit Schlechter     |
| 2012 | Alex Kirsch       | Bob Jungels        | Pit Schlechter     |
| 2013 | Alex Kirsch       | Kevin Feiereisen   | Massimo Morabito   |
| 2014 | Alex Kirsch       | Kevin Feiereisen   | Luc Turchi         |
| 2015 | Tom Wirtgen       | Luc Turchi         | Larry Valvasori    |
| 2016 | Kevin Geniets     | Jan Petelin        | Tiago da Silva     |
| 2018 | Pit Leyder        | Luc Wirtgen        | Colin Heiderscheid |
| 2019 | Ken Conter        | Misch Leyder       | Arthur Kluckers    |
| 2021 | Arthur Kluckers   | Cédric Pries       | Tom Paquet         |
| 2022 | Loïc Bettendorff  | Arthur Kluckers    | Mats Wenzel        |
| 2023 | Loïc Bettendorff  | Mathieu Kockelmann | Mats Wenzel        |

## Palmarès femení
| Any  | Vencedora           | Segona              | Tercera             |
| ---- | ------------------- | ------------------- | ------------------- |
| 1959 | Elsy Jacobs         | Cilly Debras        | -                   |
| 1960 | Elsy Jacobs         | Fernande Ludwig     | Irène Gilson        |
| 1961 | Elsy Jacobs         | Fernande Ludwig     | Gisèle Jacob        |
| 1962 | Elsy Jacobs         | Marceline Reinert   | Gisèle Jacob        |
| 1963 | Elsy Jacobs         | Gisèle Jacob        | Fernande Ludwig     |
| 1964 | Elsy Jacobs         | -                   | -                   |
| 1965 | Elsy Jacobs         | Monique Morth       | -                   |
| 1966 | Elsy Jacobs         | Mady Morth          | Monique Morth       |
| 1967 | Elsy Jacobs         | Mady Morth          | -                   |
| 1968 | Elsy Jacobs         | -                   | -                   |
| 1969 | Sylvie Welter       | Marianne Molitor    | -                   |
| 1970 | Elsy Jacobs         | Sylvie Welter       | Irène Engelmann     |
| 1971 | Elsy Jacobs         | Irène Engelmann     | -                   |
| 1972 | Elsy Jacobs         | Irène Engelmann     | Monique Morth       |
| 1973 | Elsy Jacobs         | Irène Engelmann     | -                   |
| 1974 | Elsy Jacobs         | -                   | -                   |
| 1975 |                     |                     |                     |
| 1976 |                     |                     |                     |
| 1977 |                     |                     |                     |
| 1978 |                     |                     |                     |
| 1979 |                     |                     |                     |
| 1980 |                     |                     |                     |
| 1981 |                     |                     |                     |
| 1982 | Simone Steffen      |                     |                     |
| 1983 | Simone Steffen      | Thessy Reding       | Pascale Meysembourg |
| 1984 | Tessi Wolter        | Simone Steffen      | Patricia Neuens     |
| 1985 | Simone Steffen      | Denise Landa        | Patricia Neuens     |
| 1986 | Simone Steffen      | Danielle Linden     | Danielle Konter     |
| 1987 | Danielle Linden     | Sandra Gatti        | Romaine Marbach     |
| 1988 | Tanja Reuland       | Danielle Linden     | Romaine Marbach     |
| 1989 | Tanja Reuland       | Danielle Linden     | Romaine Marbach     |
| 1990 | Tanja Reuland       | Joëlle Witry        | Tania Bettel        |
| 1991 | Tanja Reuland       | Denise Landa        | Tania Bettel        |
| 1992 | Tania Bettel        | Pierrette Klein     | Denise Landa        |
| 1993 | Denise Landa        | Tania Bettel        | Eileen Ronk         |
| 1994 | Myriam Keller       | Suzie Godart        | Denise Landa        |
| 1995 | Myriam Keller       | Suzie Godart        | Nathalie Halle      |
| 1996 | Myriam Keller       | Nora Oliboni        | Tessi Wolter        |
| 1997 | Myriam Keller       | Suzie Godart        | Nora Oliboni        |
| 1998 | Suzie Godart        | Tanja Wintersdorf   | Nathalie Jolink     |
| 1999 | Tanja Wintersdorf   | Nathalie Jolink     | Laurence Kipgen     |
| 2000 | Tanja Wintersdorf   | Suzie Godart        | Lea Schmitt         |
| 2001 | Suzie Godart        | Danielle Lentz      | Isabelle Hoffmann   |
| 2002 | Danielle Lentz      | Isabelle Hoffmann   | Tanja Wintersdorf   |
| 2003 | Isabelle Hoffmann   | Christine Kovelter  | Danielle Lentz      |
| 2004 | Isabelle Hoffmann   | Suzie Godart        | Betty Kinn          |
| 2005 | Nathalie Lamborelle | Isabelle Hoffmann   | Betty Kinn          |
| 2006 | Isabelle Hoffmann   | Anne-Marie Schmitt  | Nathalie Lamborelle |
| 2007 | Suzie Godart        | Anne-Marie Schmitt  | Christine Majerus   |
| 2008 | Nathalie Lamborelle | Christine Majerus   | Suzie Godart        |
| 2009 | Nathalie Lamborelle | Christine Majerus   | Anne-Marie Schmitt  |
| 2010 | Christine Majerus   | Nathalie Lamborelle | Suzie Godart        |
| 2011 | Christine Majerus   | Nathalie Lamborelle | Anne-Marie Schmitt  |
| 2012 | Christine Majerus   | Nathalie Lamborelle | Anne-Marie Schmitt  |
| 2013 | Christine Majerus   | Nathalie Lamborelle | Chantal Hoffmann    |
| 2014 | Christine Majerus   | Chantal Hoffmann    | Carmen Coljon       |
| 2015 | Christine Majerus   | Elise Maes          | Chantal Hoffmann    |
| 2016 | Christine Majerus   | Chantal Hoffmann    | Nathalie Lamborelle |
| 2017 | Christine Majerus   | Elise Maes          | Ann-Sofie Harsch    |
| 2018 | Christine Majerus   | Elise Maes          | Ann-Sofie Harsch    |
| 2019 | Christine Majerus   | Chantal Hoffmann    | Laurence Thill      |
| 2020 | Christine Majerus   | Pia Wiltgen         | Mia Berg            |
| 2021 | Christine Majerus   | Sophie Margue       | Mia Berg            |
| 2022 | Christine Majerus   | Isabella Klein      |                     |
| 2023 | Christine Majerus   | Nina Berton         | Marie Schreiber     |
| 2024 | Marie Schreiber     | Christine Majerus   | Nina Berton         |
| 2025 | Marie Schreiber     | Nina Berton         | Liv Wenzel          |